# Willisornis
Willisornis és un gènere d'ocells de la família dels tamnofílids (Thamnophilidae).

## Taxonomia
Segons la Classificació del Congrés Ornitològic Internacional (versió 3.5, 2013) aquest gènere està format per dues espècies:
- Willisornis poecilinotus - formiguer zebrat occidental.
- Willisornis vidua - formiguer zebrat oriental.

Els membres d'aquest gènere eren però, considerats coespecífics i s'incloïen al gènere Hylophylax, fins que van ser inclosos al monospecífic gènere Dichropogon Chubb (1918) arran els treballs d'Irestedt et el 2004. Amb anterioritat s'havia aplicat aquest nom a un gènere de mosques de la família dels assílids (Dichropogon Bezzi, 1910) el que va motivar que fos canviat per l'actual Willisornis. Més tard i arran els treballs d'Isler et Whitney 2011, va ser separat en les dues espècies actuals.